# Liste von Bergen und Erhebungen in Kamerun
Dies ist eine Liste von Bergen und Erhebungen in Kamerun:
| Höhe   | Name          | Region     | Koordinate            | Bemerkung        |
| ------ | ------------- | ---------- | --------------------- | ---------------- |
| 4040 m | Kamerunberg   | Sud-Ouest  | 04° 13′ N, 009° 10′ O | höchste Erhebung |
| 3011 m | Oku           | Nord-Ouest | 06° 12′ N, 010° 31′ O |                  |
| 2703 m | Mont Mekua    | Sud-Ouest  | 05° 43′ N, 010° 04′ O | Bambouto-Massiv  |
| 2621 m | Neshele       | Nord-Ouest | 05° 55′ N, 010° 14′ O | Bamenda-Berge    |
| 2485 m | Lekwué Leloé  | Ouest      | 05° 36′ N, 010° 03′ O |                  |
| 2419 m | Chappal Waddi | Adamaoua   | 07° 02′ N, 011° 43′ O |                  |
| 2411 m | Manengouba    | Littoral   | 05° 02′ N, 009° 50′ O |                  |
| 2271 m | Lekwé Khi     | Ouest      | 05° 38′ N, 010° 08′ O |                  |
| 2064 m | Kupe          | Sud-Ouest  | 04° 47′ N, 009° 43′ O | Bakossi-Berge    |
| 2029 m | Tugyi         | Nord-Ouest | 06° 06′ N, 009° 55′ O |                  |
| 2006 m | Tikagwené     | Nord-Ouest | 06° 06′ N, 009° 44′ O |                  |
| 1988 m | Mbepit        | Ouest      | 05° 31′ N, 010° 44′ O |                  |
| 1965 m | Nduamenguia   | Sud-Ouest  | 05° 28′ N, 009° 57′ O |                  |